# Erich Mittenecker
Erich Mittenecker (* 26. Juni 1922 in Wiener Neustadt; † 18. November 2018) war ein österreichischer Psychologe und Hochschullehrer für Psychologie an der Universität Graz.

## Leben

### Kindheit und Jugendzeit
Mittenecker kam aus einer burgenländischen Arbeiterfamilie, sein Vater war Telegraphenarbeiter, die Mutter stammte von Kleinbauern ab. Als Kind begann er bereits mit 3½ Jahren zu lesen und zu schreiben, mit vier las er Märchenbücher, mit fünf gelegentlich die Zeitung, u. zw. das Zentralorgan der Sozialdemokraten. Er besuchte das humanistische Gymnasium in Wiener Neustadt. Ein überraschendes Erlebnis für ihn war der Anschluss an das Deutsche Reich: Da seine politische Einstellung bekannt war, hatte er nicht mitbekommen, dass etwa die Hälfte seiner Klassenkameraden bei der HJ waren und sich erst nach 1938 offenbarten; immun gegen diese totalitäre Ideologie waren nur die Kinder aus entsprechenden Elternhäusern und jüdische Mitschüler, die aber bald die Schule verlassen mussten. Er, der selbst nie Probleme mit dem Unterrichtsstoff hatte, erlebte auch, wie Mitschüler der sog. Unterschicht von den Lehrern ungerecht behandelt wurden; für ihn ein Anlass, sich später für eine „objektive“ Leistungsbewertung einzusetzen. Da es damals an Gymnasien den sog. „Philosophischen Einführungsunterricht“ gab, erfuhr er bereits in der Schule etwas über Psychologie, z. B. über das Weber-Fechnersche-Gesetz. Nach der Matura entschied sich Mittenecker für das Studium der Chemie an der Universität Wien, wobei er seine Mühe bei labortechnischen Arbeiten zugab. Im Oktober 1941 wurde er zum Militär einberufen und kam dabei zu einer Wiener Nachrichtenkompanie. Hier erwies er sich als so begabt, dass er während des ganzen Krieges in Wien bei der zentralen Funkstelle bleiben konnte.

### Studium und akademischer Werdegang
Ende Mai 1945 nahm er das Studium der Chemie mit den schon zuvor gemachten Erfahrungen wieder auf, d. h. Freude an der Theorie und Schwierigkeiten beim „Kochen“. Erste Umorientierungsversuche versandeten, da ein Philosophiedozent eine befremdende und nicht an der Wirklichkeit orientierte Psychologie vortrug. Dies änderte sich, als Hubert Rohracher – aus Innsbruck kommend – die Psychologie übernahm und einen klaren naturwissenschaftlichen Standpunkt vertrat. In den ersten Semestern mussten die Studenten auch Ferialdienst leisten, d. h. die Bücher des Instituts aus dem Bombenschutt holen und reinigen. Walter Toman, der Assistent von Rohracher, organisierte diese Arbeit. Mittenecker nahm aber auch psychoanalytische Lehrveranstaltungen wahr, die in den Räumen der Wiener Psychoanalytischen Vereinigung von Theodor Scharmann abgehalten wurden. Ab 1947 wurde Mittenecker von Rohracher als halbtägige wissenschaftliche Hilfskraft eingestellt und sollte erste Experimente zur sog. Mikrovibration machen. Nach unbefriedigend ausgefallenen wahrnehmungspsychologischen Versuchen promovierte er mit einer wissenschaftstheoretischen Arbeit zu dem Thema „Erleben und Objektivität, ein Versuch der Begriffsklärung in der Erlebnispsychologie mit besonderer Berücksichtigung der Erkenntnislehre Schlicks“, Chemie blieb Zweitfach bei den Rigorosen. Nach der Promotion blieb Mittenecker zwischen 1948 und 1953 als wissenschaftliche Hilfskraft am Institut für Psychologie in Wien. 1950/1951 führte ihn ein Rockefeller-Stipendium in die USA.
Zurückgekehrt nach Wien musste sich Mittenecker inhaltlich mit Statistik, experimentalpsychologischen Übungen und Diagnostik auseinandersetzen. Es war bereits zu dieser Zeit in Wien üblich, dass ein Seminar zu englischsprachiger Literatur abgehalten wurde. Die Lehrveranstaltungen zur Statistik, für die es nach Meinung Mitteneckers mit Ausnahme eines Werkes von Paul Lazarsfeld nichts Brauchbares gab, war denn auch Anlass, 1952 ein einführendes Lehrbuch über „Planung und statistische Auswertung von Experimenten“ zu verfassen, das lange Zeit das einzige Lehrbuch für Psychologen, Pädagogen, Mediziner oder Biologen im deutschen Sprachraum blieb. Die entsprechenden Lehrveranstaltungen wurden später von Kurt Pawlik, Klaus Foppa und Gerhard H. Fischer übernommen.
Die Habilitation Mitteneckers erfolgte 1953. Er verblieb als Nachfolger Walter Tomans auf der Assistentenstelle in Wien, bis er 1961 eine a. o. Professur für experimentelle und angewandte Psychologie erhielt. Nachfolger auf dieser Stelle wurde später Giselher Guttmann. 1965 erfolgte die Berufung an die Universität Tübingen, wo er u. a. Doktorvater von Helmut Remschmidt wurde. 1968 übernahm Mittenecker den seit Ferdinand Weinhandls Emeritierung von 1965 verwaisten Lehrstuhl an der Universität Graz. Er leitete damit auch für Graz eine wissenschaftliche Wende in Richtung empirisch-experimenteller Psychologie ein. Bis 1983 blieb Erich Mittenecker Institutsvorstand, seit 1. Oktober 1990 war er Emeritus.
Im Laufe seiner Karriere wurde Mittenecker mehrfach geehrt; so unter anderem im Jahre 2013 mit dem Großen Ehrenzeichen für Verdienste um die Republik Österreich.
Im April 2022 wurde am Institut für Psychologie der Universität Graz erstmals der vom Dekanat der Naturwissenschaftlichen Fakultät finanzierte Erich-Mittenecker-Award zur Finanzierung von Forschungsaufenthalten von Post-Docs verliehen.

## Werk
Die Arbeiten Mitteneckers sind den Bereichen der Methodenlehre und Statistik, der Allgemeinen Psychologie (psychophysische Skalierungsforschung), der Persönlichkeitspsychologie (Diagnostik und Testentwicklung) sowie der angewandten Psychologie (Verkehrspsychologie) zuzuordnen. Besonders interessierten ihn Perseverationstendenzen zur Kennzeichnung von Persönlichkeitsunterschieden. Er war mit Toman der erste, der auf Basis des MMPI einen deutschen Persönlichkeits- und Interessentest entwickelte; weitere Tests zur Erfassung von Perseverationstendenzen folgten. Seit Beginn seiner akademischen Karriere beschäftigte sich Mittenecker mit verkehrspsychologischer Unfallforschung, aufgrund der auch Konsequenzen für die verkehrspraktische Ausbildung gezogen wurden.
Gemeinsam mit Otto Pawlick und Ernst Hofer gründete Mittenecker im Jahr 1953 den Berufsverbands Österreichischer Psychologinnen und Psychologen (BÖP).
Berufsständische Aktivitäten Mitteneckers bezogen sich auf die Etablierung eines Psychotherapeutengesetzes in Österreich und kamen ebenso in seiner langjährigen Tätigkeit als Vorstand der Steirischen Gesellschaft für Psychologie (StGP) zum Ausdruck.

## Schriften
- Entstehung und Verhütung gefährlicher Fehlhandlungen. In: Sichere Arbeit. 3, 1950, S. 1–4.
- mit Walter Toman: Der PI-Test, ein kombinierter Persönlichkeits- und Interessentest. Sexl, Wien 1951.
- VPT – Verbaler Perseverationstest. In: Monatszeitschrift für Psychiatrie und Neurologie. 121, 1951, S. 364–375.
- Planung und statistische Auswertung von Experimenten. Eine Einführung für Psychologen, Biologen und Mediziner. Deuticke, Wien 1952.
- Perseveration und Persönlichkeit. 1. Teil: Experimentelle Untersuchungen. In: Zeitschrift für experimentelle und angewandte Psychologie. 1, 1953, S. 5–31.
- Perseveration und Persönlichkeit. 2. Teil: Theoretische Interpretation. In: Zeitschrift für experimentelle und angewandte Psychologie. 1, 1953, S. 265–284.
- MZV – Mittenecker-Zeigeversuch. In: Zeitschrift für experimentelle und angewandte Psychologie. 7, 1960, S. 392–400.
- Über Perseverationen verschiedenen Aggregatumfangs in der Sprache. In: Zeitschrift für experimentelle und angewandte Psychologie. 10, 1963, S. 80–90.
- Die Erforschung der psychologischen Unfallursachen. In: Archiv für Unfallforschung, Abt. Verkehrsunfallforschung. 1, 1964, S. 305–312.
- mit Erich Raab: Informationstheorie für Psychologen. Hogrefe, Göttingen 1973.
- mit Walter Toman: PIT – Persönlichkeits- und Interessentest. Huber, Bern 1972.
- Psychologische Unfallursachen und Versuche zu ihrer Reduktion. In: Hefte zur Unfallheilkunde. 130, 1978, S. 121–131.
- Subjektive Tests zur Messung der Persönlichkeit. In: K. J. M. Groffmann (Hrsg.): Persönlichkeitsdiagnostik. Hogrefe, Göttingen 1982, S. 57–131.
- Die psychische Leistungsfähigkeit des Menschen im Straßenverkehr. Systemreserve oder Ursache von Verkehrsunfällen. In: Kuratorium für Verkehrssicherheit (Hrsg.): Verkehrssicherheitstagung 1982. Kuratorium für Verkehrssicherheit, Wien 1982, S. 119–137.
- Die Wirkung von Lernbedingungen auf die psychophysische Skalierung von Helligkeiten. In: Zeitschrift für Experimentelle und Angewandte Psychologie. 30, 4, 1983, S. 628–638.
- Video in der Psychologie. Methoden und Anwendungsbeispiele in Forschung und Praxis. Huber, Bern 1987.
- Psychologengesetz und Psychotherapiegesetz. Ein Kommentar. In: Psychologie in Österreich. 3–4, 1990, S. 7–11.
- Die gesetzliche Situation der Psychologie in Österreich. In: BÖP (Hrsg.): Psychologie in der Steiermark. Leykam, Graz 1993, S. 11–18.
- Die Entwicklung der Psychologie an der Karl-Franzens-Universität Graz. In E. Mittenecker, G. Schulter (Hrsg.): 100 Jahre Psychologie an der Universität Graz. 1994, S. 1–41.

## Ehrungen
- Preisträger – Förderungspreise der Stadt Wien für Wissenschaften, 1955[5]
- Goldenes Ehrenzeichen für Verdienste um die Republik Österreich, 2013[6]
- Goldenes Doktordiplom der Fakultät für Psychologie, 2016[7]
- Ehrenmitglied der Österreichischen Gesellschaft für Psychologie
- Ehrenmitglied des Österreichischen Instituts für Jugendkunde
- Ehrenmitglied der Österreichischen Gesellschaft für Verhaltensmodifikation und Verhaltenstherapie
- 1974/1975 Dekan der Philosophischen Fakultät der Universität Graz